# Willa Haasego we Wrocławiu
Willa Haasego – kamienica mieszczańska znajdująca się przy ulicy Podwale 76–77 we Wrocławiu, jeden z niewielu zachowanych XIX wiecznych budynków o niezmienionym kształcie. Budynek, jako jeden z nielicznych, był prezentowany w 1902 roku, w czasopiśmie branżowym „Zeitschrift für Bauwesen”.

## Historia posesji i kamienicy

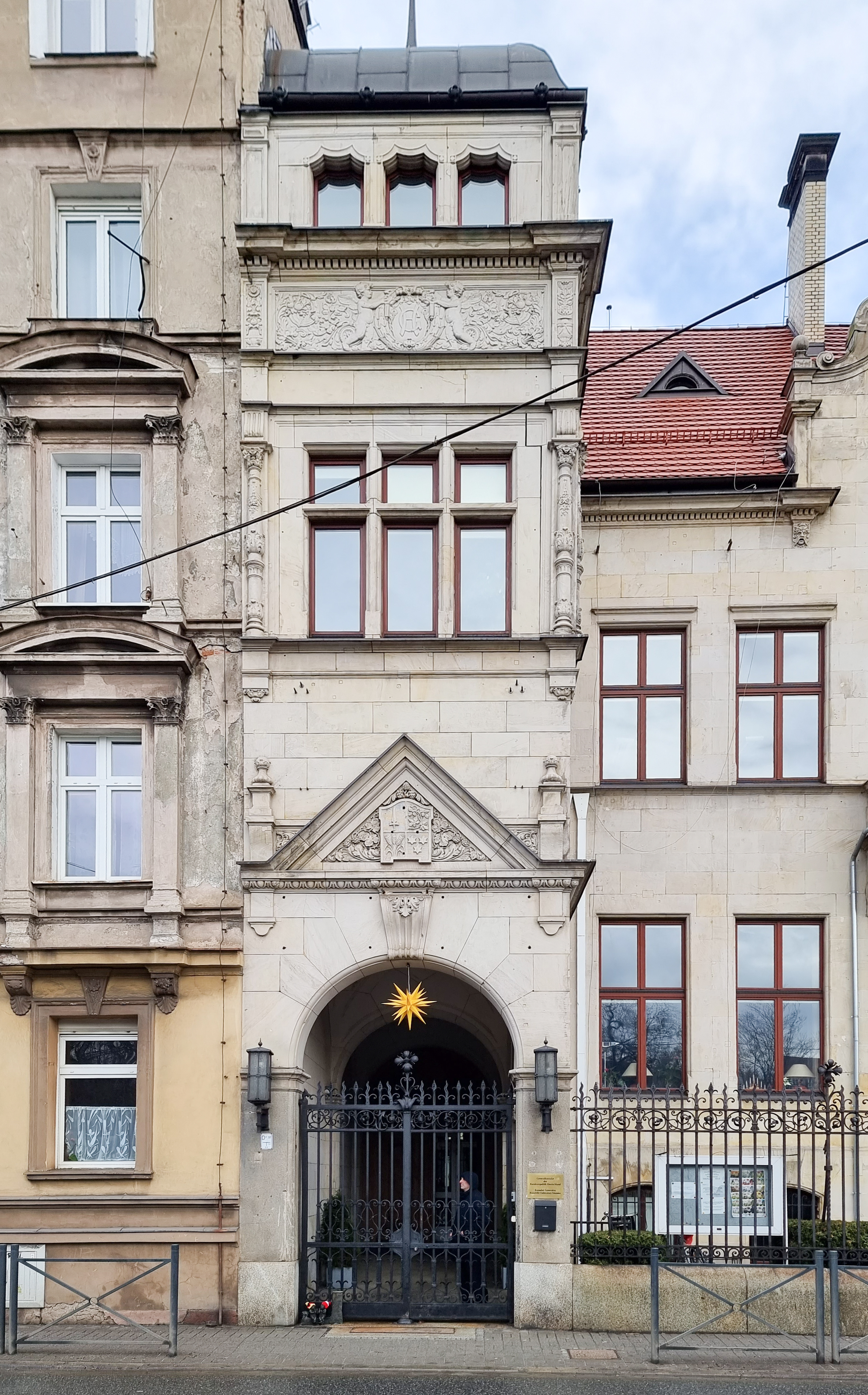
Wejście główne

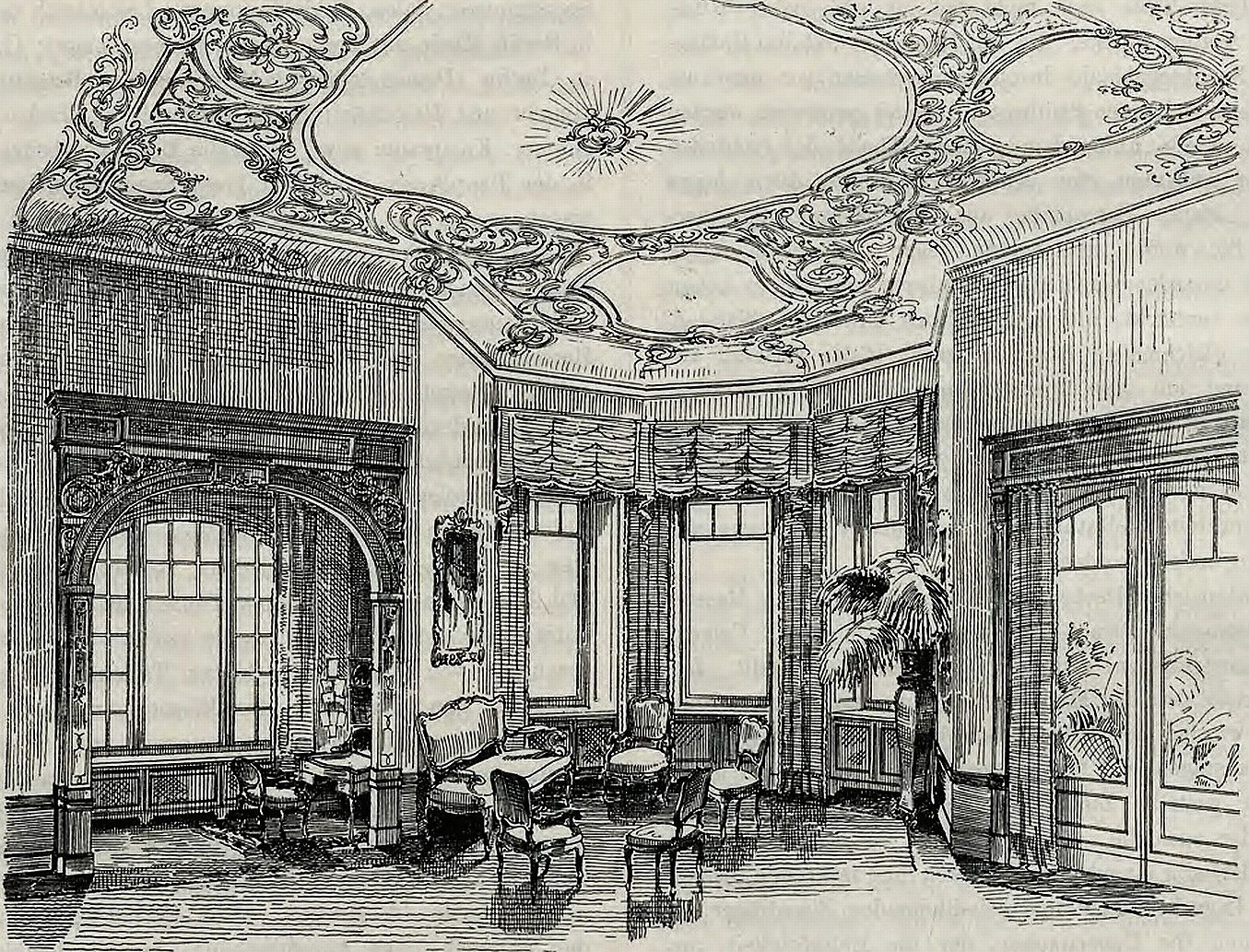
Pokój zimowy – grafika z „Zeitschrift für Bauwesen” z 1902 roku

Willa została wzniesiona w miejscu dawnego Ewangelickiego Seminarium Nauczycielskiego, a po 1847 roku Instytutu Wydziału Medycznego Uniwersytetu Wrocławskiego. W dawnym budynku znajdowała się klinika położnicza oraz siedziba Kliniki Chirurgii i Instytut Fizjologii. W 1897 roku niemiecki architekt Otto March sporządził projekt nowej willi, która miała być dostawiona od strony północnej do ściany szczytowej sąsiedniej kamienicy wzniesionej w latach 40. XIX wieku. Od strony południowej budynek, jak i ogród miał uzyskać naturalne oświetlenie. Założenia te stały się nieaktualne po wzniesieniu na sąsiednich działkach w 1900 roku nowej kamienicy. Zleceniodawcą był Georg Haase, browarnik i przedsiębiorca wrocławski, właściciel E. Haase, Lagerbierbrauerei, największego browaru we wschodnich Niemczech, położonego przy ulicy Krakowskiej 88–106, założyciel nowoczesnego uzdrowiska w Polanicy-Zdroju, dzierżawca Piwnicy Świdnickiej i (nieistniejącej) restauracji w Parku Południowym projektu Karla Klimma.

## Opis architektoniczny
Kamienica została zaprojektowana w stylu historyzmu z wyraźnym wpływem architektury południowoniemieckiej. Dwukondygnacyjny budynek został wzniesiony na planie prostokąta wydłużonego na osi wschód-zachód. Od strony północnej, przy ścianie szczytowej sąsiedniej kamienicy zaprojektowano sień przelotową z dostępem do tylnego ogrodu. Najniższa część budynku (suterena) została od zewnątrz pokryta polerowanym strzegomskim granitem (z kamieniołomów Kulmitza w Strzegomiu). Pozostała część elewacji została wykonana w biało-szarym piaskowcu pochodzącym z Wartowic. Budynek nakryty został wysokimi dachami wielkopołaciowymi o różnej wysokości. Fasada główna zdominowana jest przez trzyosiową partię środkową, na której pomiędzy parterem a I piętrem umieszczono balkon, całość zakończono wysokim szczytem z otworami okiennymi oświetlającymi pomieszczenia na poddaszu. Taki sam układ kompozycyjny zastosowano na pozostałych elewacjach. Południowo-zachodni narożnik ukształtowany jest w formie wielobocznej wieży nakrytej hełmem. Podobny wieloboczny kształt otrzymał łącznik między willą a sąsiednią kamienicą. Większość okien oraz drzwi w fasadzie ma kształt prostokąta, niektóre są zamknięte łukami pełnymi i odcinkowymi. Na ostatniej kondygnacji wież znajdują się kotarowe otwory okienne. Wszystkie elementy ozdobne zdobiące elewacje zostały wykonane w firmie Zeyer & Drechslet z Berlina i Zeidler & Wimmel z Bolesławca. Nadzór nad realizacją projektu sprawował wrocławski architekt Paul Rother.
W okresie III Rzeszy willa na mocy ustawy o aryzacji została przekazana NSDAP. W budynku mieściła się wówczas siedziba śląskiego oddziału Hitlerjugend.

## Wnętrza
Pomieszczenia na parterze koncentrowały się wokół obszernego centralnie położonego dwukondygnacyjnego holu, wysokiego na dwie kondygnacje i oświetlonego od góry świetlikiem. Z niego, dzięki otwartej trzybiegowej klatki schodowej był dostęp na I piętro. Hol ozdobiony był dębowymi boazeriami; schody i rzeźbione balustrady również wykonane były z dębu. W niszach pod schodami umieszczone zostały marmurowe fontanny z amorkami z brązu autorstwa berlińskiego rzeźbiarza Hugona Lederera, autora wrocławskiej fontanny z szermierzem. We frontowej części parteru zaprojektowane zostały pomieszczenia reprezentacyjne: salon z pokojami przyjęć. W południowej części, wyróżniony na elewacji półkolistym wykuszem, znajdował się ogród zimowy. Jego ściany wyłożone były hiszpańskimi metalicznie glazurowanymi kaflami, a podłoga kolorowym marmurem. Ogród przykryty był metalowym stelażem wypełnionym opalizującym szkłem z berlińskiego warsztatu H. Hildebrandta. Z ogrodu zimowego można było przejść do pokoju muzycznego znajdującego się w południowo-wschodnim narożu willi. Jego wnętrza urządzone były w stylu Ludwika XVI: ściany wyłożono drewnianymi panelami lakierowanymi w kolorze błękitu z zawieszonymi na nich kryształowymi lustrami. Kominek obłożony był belgijskim czerwonym marmurem. Za pokojem muzycznym po wschodniej stronie znajdowała się jadalnia. Podobnie jak w poprzednich pomieszczeniach ściany do wysokości 2,3 metra pokryte były boazerią, a powyżej nich znajdowały się barwione na czerwono skóry z wytłoczonymi i złotymi ozdobami autorstwa niemieckiego introligatora Georga Hulbego z Hamburga. W jadalni znajdował się szeroki na 2,3 metra kominek wyłożony różnego rodzaju marmurem. Wszystkie prace kamieniarskie w willi wykonywał warsztat Przedsiębiorstwa Akcyjnego „Kiefer” z Kiefersfelden w Górnej Bawarii. Z jadalni można było dostać się na werandę usytuowaną od południa, do pomieszczeń gospodarczych umieszczonych po północnej stronie oraz na taras znajdujący się we wschodniej części.

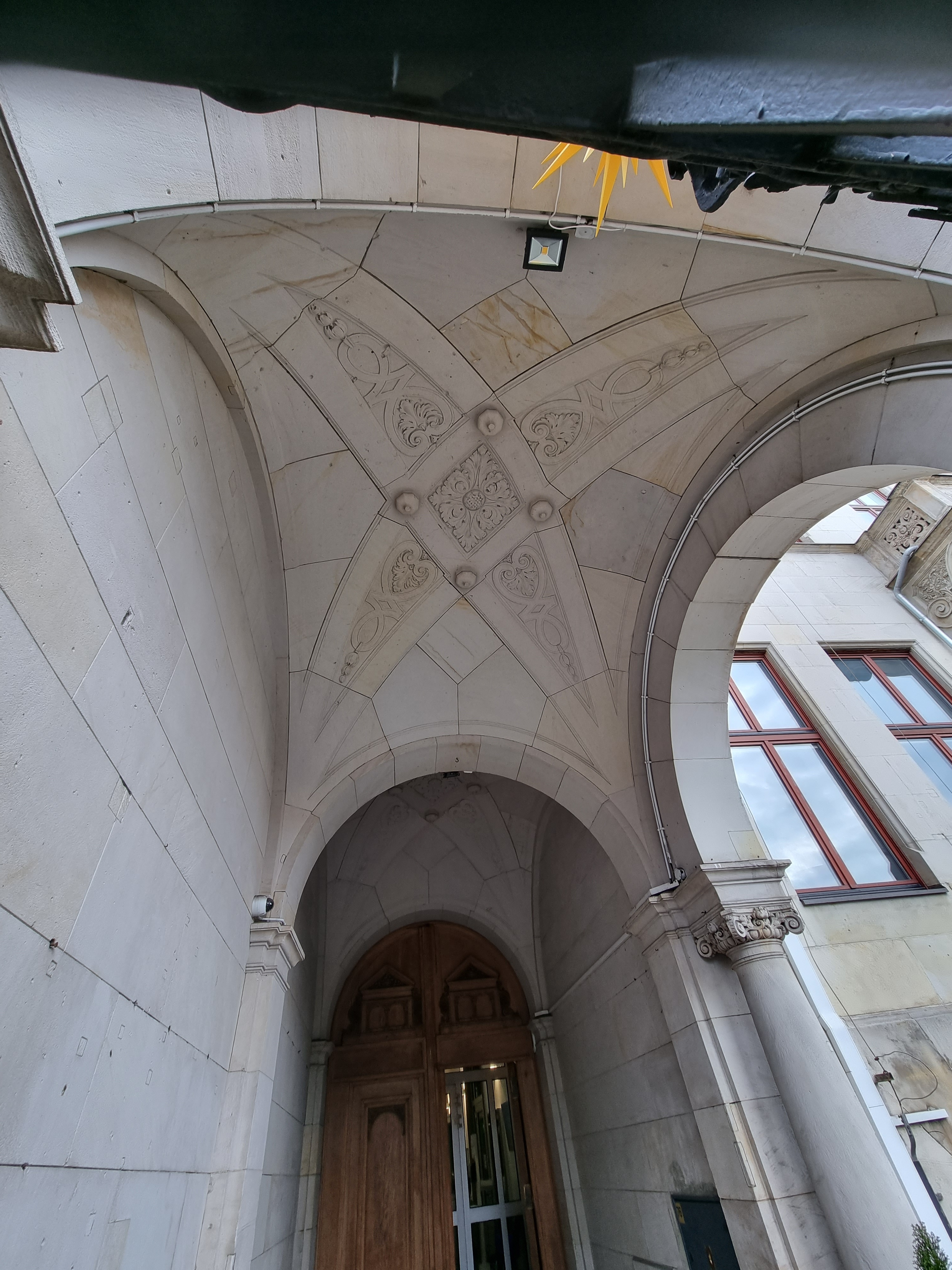
Sklepienie w przedsionku przed wejściem głównym

Na piętrze znajdowały się pomieszczenia prywatne: sypialnie dla dzieci i guwernantek po stronie zachodniej i pokoi i sypialni pani i pana domu z łazienką i garderobą po wschodniej stronie. Pokój pana domu do połowy wyłożony został dębową boazerią a częściowo tkaninami. Na ścianach umieszczone były regały, tworzące ściany biblioteczne, między którymi umieszczony był kominek obłożony kaflami z Delftu. Pokój pani domu wyłożony był boazerią z amerykańskiego orzecha oraz matowoczerwonym francuskim jedwabiem. Sztukaterie na jego suficie zaprojektowała firma Zeyer & Drechslet z Berlina. W sypialni i w łazienkach na ścianie znajdowała się polerowane drewno mahoniowe, z którego również wykonane były szafy ubraniowe i toaletowe; na drzwiach umieszczono lustra, a nad umywalniami francuski marmur.
Ponadto na piętrze znajdował się pokój śniadań i pokoje gościnne. Jeden z nich zaprojektowany był w stylu Ludwika XV, ze ścianami pokrytymi boazeriami z włoskiego orzecha i panelami wypełnionymi zielonym jedwabiem francuskim. Sufit tego pokoju zdobiony był bogatą sztukaterią, a pośrodku umieszczony był obraz autorstwa Woldemara Friedricha pt. Baldur, ogłaszający zbliżanie się wiosny. Wszystkie pomieszczenia na piętrze były dostępne z galerii otwartej od strony holu.
W użytkowej części poddasza znajdowały się pokoje do zabaw dla dzieci, pokoje gościnne, magiel i pralnia. W suterenie znajdowały się pokoje dla portiera, kuchnia z pomieszczeniami gospodarczymi, kotłownia, winiarnia i pokój bilardowy. Winiarnia zaprojektowana była w stylu tyrolskiego gotyku. Wnętrze wyłożono sosnowym drzewem. Ściany w sąsiednim pokoju bilardowym wyłożone były dębową boazerią, a w oknach umieszczono witraże przedstawiające postacie z baśni braci Grimm, autorstwa szkockiego secesyjnego witrażysty Oscara Patersona. Winiarnię i pokój bilardowy zaprojektował i wyposażył Heinrich Hauswalt. W piwnicy urządzono piwniczkę win i różne składy.
Cały budynek wyposażono w najnowsze urządzenia grzewcze i elektryczne oraz w częściowo elektryczny system otwierania bram w ogrodzeniu.

## Powozownia
Na tyłach willi znajduje się dawny budynek powozowni oraz nieużytkowany budynek gospodarczy

## Po 1945
Budynek w nienaruszonym stanie przetrwał działania wojenne w 1945 roku. Wnętrze budynku i jego wyposażenie uległo zmianom. W elewacji zewnętrznej wykusz ogrodu zimowego został przekształcony w otwarty taras, a do elewacji wschodniej dobudowano schody przeciwpożarowe. Od 1958 roku w budynku mieścił się konsulat NRD, w 1970 roku podniesiony do rangi konsulatu generalnego, a od 3 października 1990 roku Konsulat Generalny RFN. Pierwszym konsulem generalnym zjednoczonych Niemiec był Bruno Weber, piastujący ten urząd od 1990 do 1996 roku.